# Anochetus bytinskii
Anochetus bytinskii is een mierensoort uit de onderfamilie van de Ponerinae. De wetenschappelijke naam van de soort is voor het eerst geldig gepubliceerd in 2007 door Kugler, J. & Ionescu.